# Deacon (Rakete)

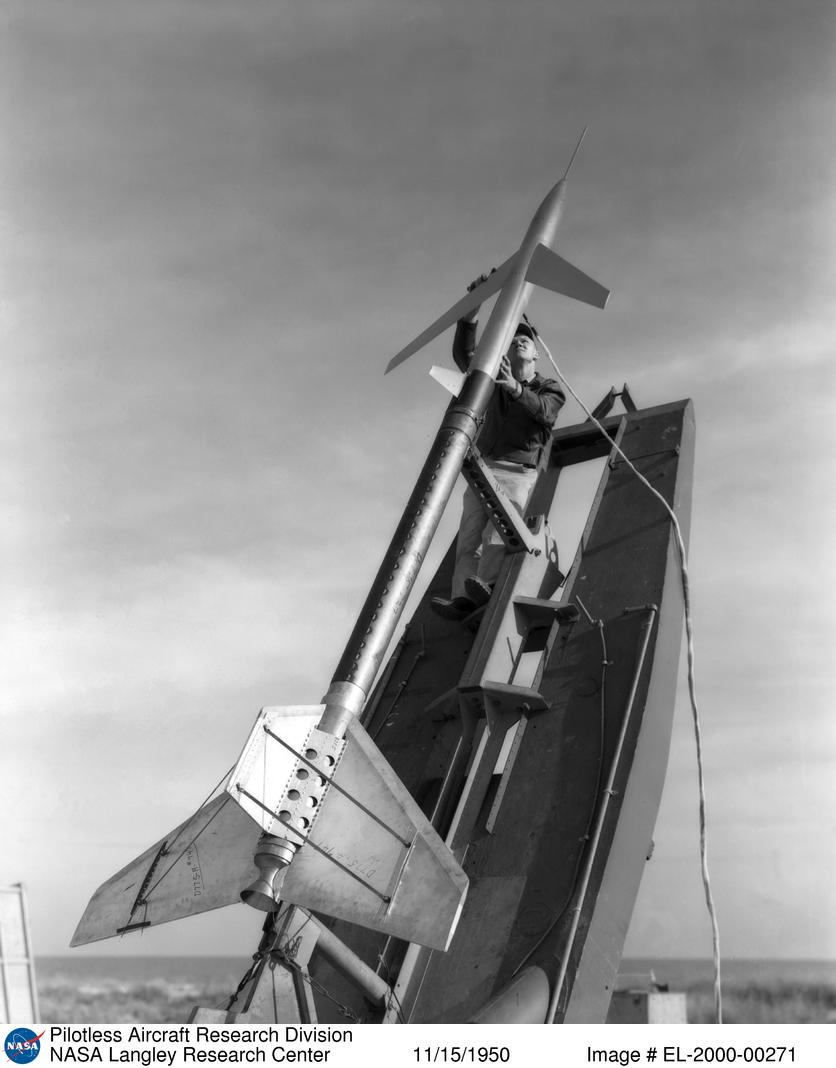
Deacon-Rakete mit Modell eines Snark Cruise Missiles

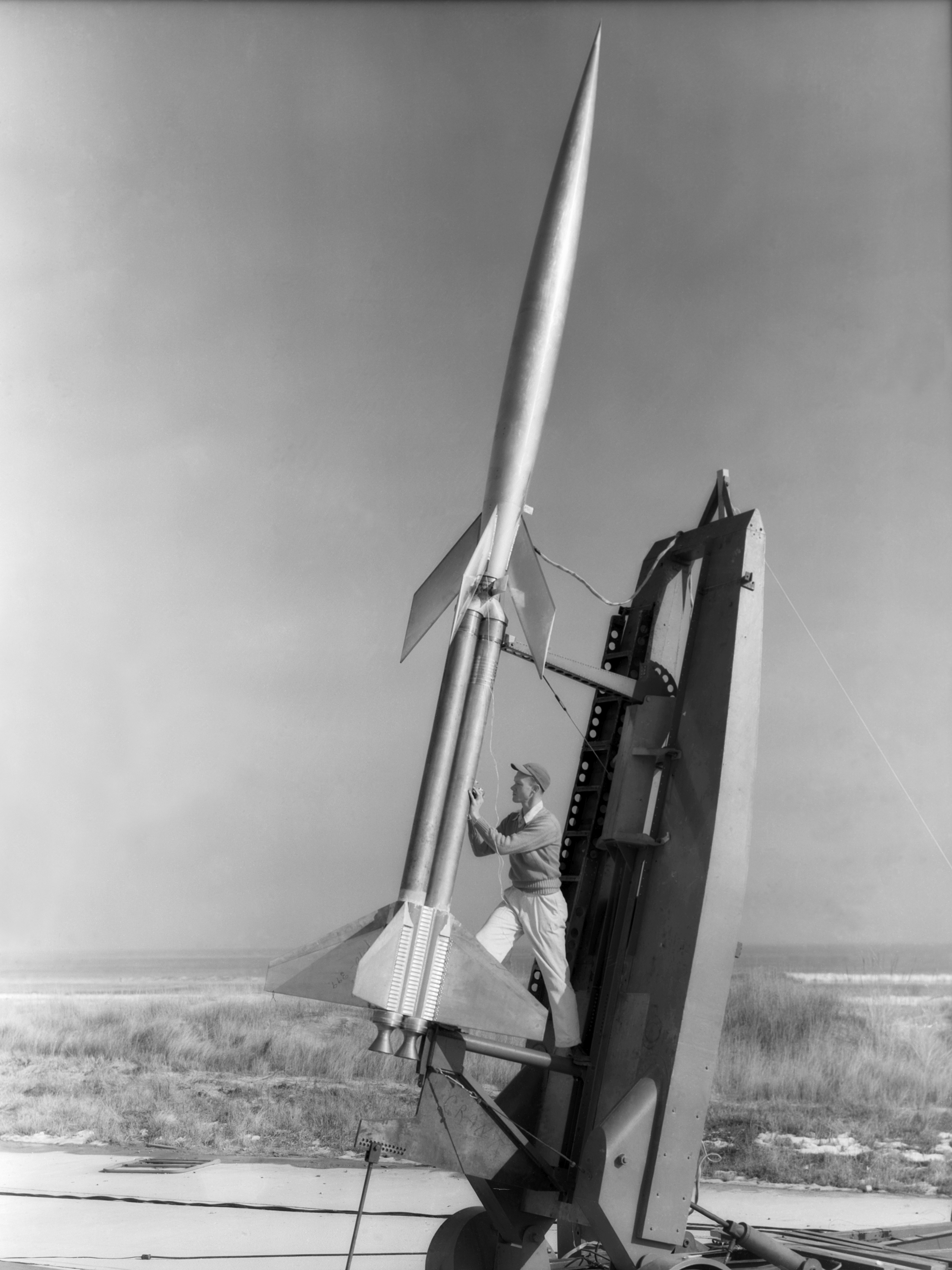
Double-Deacon mit RM-10 Test-Modell

Deacon ist die Bezeichnung einer amerikanischen Höhenforschungsrakete. Die Deacon wurde von 1947 bis 1957 90 mal von der Wallops Flight Facility gestartet, häufig auch zur Erprobung von aerodynamischen Flugzeug- und Raketenmodellen. Die Deacon hat eine Gipfelhöhe von 20 Kilometern und ein Nutzlastvermögen von 17 Kilogramm. Der Startschub der Deacon beträgt 27 kN, die Startmasse 93 kg, der Durchmesser 0,16 m und die Länge 3,28 m.
Die Deacon-Rakete kam auch gebündelt als Double-Deacon (‚Zweifach-Deacon‘), Triple-Deacon (‚Dreifach-Deacon‘) und Quad-Deacon (‚Vierfach-Deacon‘) zum Einsatz. Ebenso fand sie auch mit einer Nike-Startstufe als Nike Deacon Verwendung. Auch fanden Luftstarts mit Hilfe von Ballonen unter der Bezeichnung Rockoon statt.